# Auguste-Marie Taunay
Auguste-Marie Taunay (Paris, 1768 - Rio de Janeiro, 1824) foi um escultor e professor franco-brasileiro, integrante da Missão Artística Francesa.
Foi aluno do escultor Jean Guillaume Moitte entre 1769 e 1785. Em 1792 recebeu o Prêmio de Roma, mas não fez uso da bolsa. Em vez disso, ingressou na Manufatura Nacional de Sèvres como escultor extranumerário, permanecendo até 1807, quando foi contratado para decorar a escadaria do Louvre e o Arco do Triunfo. Nos anos seguintes por várias vezes participou do Salão de Paris.
Em 1816 partiu para o Brasil com Nicolas-Antoine Taunay, seu irmão, com os demais integrantes da Missão Francesa, sendo nomeado professor da Escola Real de Ciências, Artes e Ofícios, cargo que não chegou a ocupar efetivamente. Realizou decorações na cidade do Rio na aclamação de D. João VI. Deu aulas em regime livre, sendo mestre de José Jorge Duarte, Xisto Antônio Pires, Manuel Ferreira Lagos, Cândido Mateus Farias, João José da Silva Monteiro e José da Silva Santos.